# Velká Jesenice
Velká Jesenice är en ort i Tjeckien. Den ligger i den nordöstra delen av landet, 120 km öster om huvudstaden Prag. Velká Jesenice ligger 283 meter över havet och antalet invånare är 728.
Terrängen runt Velká Jesenice är platt åt sydväst, men åt nordost är den kuperad. Runt Velká Jesenice är det ganska glesbefolkat, med 40 invånare per kvadratkilometer. Närmaste större samhälle är Náchod, 10,8 km nordost om Velká Jesenice. Trakten runt Velká Jesenice består till största delen av jordbruksmark.